# Kanton Pimampiro
Der Kanton Pimampiro befindet sich in der Provinz Imbabura im Norden von Ecuador. Er besitzt eine Fläche von 443,4 km². Im Jahr 2022 lag die Einwohnerzahl bei rund 13.400. Verwaltungssitz des Kantons ist die Kleinstadt Pimampiro mit 5138 Einwohnern (Stand 2010).

## Lage
Der Kanton Pimampiro befindet sich im Osten der Provinz Imbabura. Der 2149 m hoch gelegene Hauptort Pimampiro befindet sich 20 km ostnordöstlich der Provinzhauptstadt Ibarra. Im Osten wird der Kanton von einem Höhenkamm begrenzt, der entlang der kontinentalen Wasserscheide verläuft. Der Kanton erstreckt sich über das Einzugsgebiet des Río Mataquí, linker Quellfluss des Río Chota. Der Río Escudillas, der rechte Quellfluss des Río Chota, verläuft entlang der nördlichen Kantonsgrenze.
Der Kanton Pimampiro grenzt im Osten an die Provinz Sucumbíos, im Süden an die Provinz Pichincha, im Westen an den Kanton Ibarra sowie im Norden an den Kanton Bolívar der Provinz Carchi.

## Verwaltungsgliederung
Der Kanton Pimampiro ist in die Parroquia urbana („städtisches Kirchspiel“)
- Pimampiro

und in die Parroquias rurales („ländliches Kirchspiel“)
- Chugá
- Mariano Acosta
- San Francisco de Sigsipamba

gegliedert.

## Geschichte
Ein Dekret vom ecuadorianischen Präsidenten Jaime Roldós Aguilera vom 21. Mai 1981 sowie die Bekanntmachung im Registro Oficial N° 2 vom 26. Mai 1981 besiegelten die Gründung des Kantons Pimampiro.
Entwicklung der Einwohnerzahl im Kanton Pimampiro bei landesweiten Volkszählungen zum jeweiligen Gebietsstand:
| Jahr                    | Einwohner | +/-     |
| ----------------------- | --------- | ------- |
| 1982                    | 14.265    | –       |
| 1990                    | 15.359    | 7,7 %   |
| 2001                    | 12.951    | −15,7 % |
| 2010                    | 12.970    | 0,1 %   |
| 2022                    | 13.366    | 3,1 %   |
| Datenherkunft: Wikidata |           |         |

## Ökologie
Der äußerste Süden des Kantons liegt im Nationalpark Cayambe Coca.